# Edith Muriel Carlisle
Edith Muriel Carlisle (* 1922; † zwischen 1987 und 1997) war eine US-amerikanische Ernährungswissenschaftlerin.
Prof. Carlisle wirkte längere Zeit als Gastprofessor an der University of California, Los Angeles. 1972 gelang ihr der Nachweis, dass das Spurenelement Silicium (Si) bzw. Kieselsäure für Mensch, Pflanzen und Tiere essentiell, also lebenswichtig ist. Es erfüllt wichtige Aufgaben im Organismus und gilt für die Strukturbildung und Stoffwechselfunktion als unverzichtbar. Silicium ist bei Mensch und Tier an der Bildung von Kollagen und Elastin im Bindegewebe beteiligt. Ferner entdeckte sie, dass Silicium als „Schlepper“ beim Einbau von Calcium in die Knochen wirkt (Carrier-function). Da der Körper Silicium nicht selbst herstellen kann, muss es von außen aufgenommen werden. Quellen mit hohem Siliciumgehalt sind Schachtelhalme und somit Getreideprodukte. Als Nahrungsergänzung ist Silicium in Form von Kieselerde oder Kieselsäuregel erhältlich.

## Schriften
- A Relationship between Silicon and Calcium in Bone Formation. In Fed. Proc., Ausgabe 29, Seite 265, 1970
- Silicon: A Possible Factor in Bone Calcification. In Science, Ausgabe 167, Seiten 179–180, 1970 (Zusammenfassung auf sciencemag.org (englisch))
- Silicon as an Essential Elemente for the Chick. In Science, Ausgabe 178, 1972
- Silicon as an Essential Trace Element in Animal Nutrition. In: Silicon Biochemistry, CIBA Foundation Symposium 121, New York, John Wiley & Sons, 1986
- Silicon, Kapitel 21, S. 603–618 in: Handbook of nutritionally essential mineral elements, von Boyd L. O’Dell, Roger Allan Sunde, 1997, Auszug auf books.google.com (englisch)

| Personendaten    | Personendaten                                |
| ---------------- | -------------------------------------------- |
| NAME             | Carlisle, Edith Muriel                       |
| KURZBESCHREIBUNG | US-amerikanische Ernährungswissenschaftlerin |
| GEBURTSDATUM     | 1922                                         |
| STERBEDATUM      | zwischen 1987 und 1997                       |